# مسلسليكو (فوازير)
مسلسليكو برنامج فوازير عرض في شهر رمضان في 10 يوليو 2013م. عدد حلقاته 30 حلقة.

## طاقم العمل

### الممثلين
- محمد هنيدي
- بثينة رشوان
- محمود يوسف
- ضياء عبدالخالق
- مادلين طبر
- هالة فاخر
- سليمان عيد
- أحمد عزب
- رمضان إبراهيم
- أحمد الحلواني
- حمدي هيكل
- إنعام سالوسة
- عبير صبري
- حسين أبو حجاج
- ميس حمدان
- يسرية السيد
- هدى الإدريسي
- غسان مطر
- خالد جمال الدين
- ماجد المصري
- حازم ناصف
- محمد الجندي
- شيرين أحمد سعد
- طارق نجيب
- جودة رمضان
- فاطمة كشري
- داليندا
- ديمتري نعيم
- حازم فؤاد
- محمد أمين
- محمد نصر
- نشوى عادل
- علي عبد الجليل
- حسناء سيف الدين
- سالي جمال
- ياسمين رحيم
- صبري عبد الدايم
- نانسي حماد
- أحمد فؤاد
- نجلاء شعير
- ريم رأفت
- محمد الرباط
- محمد دسوقي
- شيري عادل
- هاني الصباغ
- ميرنا حسن
- ميرا خليل
- ناسيتا
- ريهام جهاد
- نيرة عارف
- إيهاب مبروك
- مدحت عبدالله
- حسام الشربيني
- شيماء عبد القادر
- محمود سفروت
- أحمد سعد
- راندا البحيري
- هاني الجوهري
- إبراهيم حبيب
- محمد ثروت
- نهال كمال
- بدرية طلبة
- أشرف عبد الفضيل
- سالي شاهين
- جمال إمام
- هشام الشربيني
- محمد جاميكا
- أشرف الغنام
- هاني إبراهيم
- جمال إبراهيم
- راما عبدالغني
- أمايا بلمونتي
- رانيا زكي
- زكي لوجو
- سلوى كرم
- مدحت خيري
- أسلام فهمي
- وائل الدو
- إنجي علي
- يوسف حافظ
- رامي القاياتي
- مجدي قاسم
- كندا معين
- نصر عبد الله
- محمد فهيم
- سامح أبو الغار
- صميدة
- ناهد السباعي
- نغم خالد
- حسام داغر
- نادية رمزي
- عبد الوهاب خالد
- ماريا أونا
- حمادة صميد
- محمد خميس